# Vincent van Gogh Vijfje
In het jaar 2003 stond Vincent Van Gogh centraal. Ter ere van zijn 150e geboortedag bracht de Koninklijke Nederlandse Munt, in opdracht van het ministerie van Financiën, het zilveren Vincent Van Gogh Vijfje uit.
Het Van Gogh Vijfje is ontworpen door Karel Martens. Op de voorzijde staat het portret van koningin Beatrix opgebouwd uit letters. Het ‘letterbeeld’ bestaat uit een repetitie van de woorden "Koningin der Nederlanden". Op de keerzijde is een zelfportret van Van Gogh uit 1889 afgebeeld. Dit portret is eveneens opgebouwd uit letters (“Van Gogh”), nu echter vanuit een spiraal. Deze centrische werking kan als kenmerkend worden gezien voor het werk van Van Gogh.
Het Vincent van Gogh Vijfje werd in een oplage van één miljoen stuks geslagen. De andere twee munten, de zilveren PROOF € 5 en de gouden PROOF € 10 werden in veel kleinere oplagen geslagen. Alle varianten hebben als muntmeesterteken de koerszettende zeilen.

## De Vincent van Gogh-verzamelmunten

### 5 euromunt
- Metaal: zilver 925/1000
- Gewicht: 11,9 gram
- Diameter: 29 millimeter
- Kwaliteit: Proof
- Nominale waarde: € 5,-
- Ontwerp: Karel Martens
- Randschrift: God zij met ons

### 10 euromunt
- Metaal: goud 900/1000
- Gewicht: 6,72 gram
- Diameter: 22,5 millimeter
- Kwaliteit: Proof
- Nominale waarde: € 10,-
- Ontwerp: Karel Martens
- Randschrift: God zij met ons

Gulden herdenkingsmunten:

Dubbelkop 1980 · Unie van Utrecht · Voetbalvijfje

Nederlandse euro-herdenkingsmunten:

herdenkingsmunten van € 2: Erasmusmunt · Dubbelkop Beatrix-Willem-Alexander · 200 jaar koninkrijk

meerwaardeherdenkingsmunten:

Zilveren vijfjes: Vincent van Gogh Vijfje · Europamunt · Koninkrijksmunt · Vredes Vijfje · Belasting Vijfje · Australië Vijfje · Rembrandt Vijfje · Michiel de Ruyter Vijfje · Architectuur Vijfje · Manhattan Vijfje · Japan Vijfje · Max Havelaar Vijfje · Waterland Vijfje · Schilderkunst Vijfje · Muntgebouw Vijfje · WNF Vijfje · Tulpen Vijfje · Beeldhouwkunst Vijfje · Grachtengordel Vijfje · Vrede van Utrecht Vijfje · Rietveld Vijfje · Vredespaleis Vijfje · De Nederlandsche Bank Vijfje · Van Nelle Vijfje · Waterloo Vijfje · Wadden Vijfje · Jheronimus Bosch Vijfje · Stelling van Amsterdam Vijfje · Johan Cruijff Vijfje · Fanny Blankers-Koen Vijfje · Schokland Vijfje · Wageningen Universiteit Vijfje · Luchtvaart Vijfje · Beemster Vijfje · Market Garden Vijfje · Jaap Eden Vijfje

Zilveren tientjes: Huwelijksmunt · Geboortemunt · Jubileummunt · Koningstientje · Verjaardagstientje
Caribisch Nederland: BES-dollar (2011, 2013)